# Hohenbergia utriculosa
Hohenbergia utriculosa är en gräsväxtart som beskrevs av Ernst Heinrich Georg Ule. Hohenbergia utriculosa ingår i släktet Hohenbergia och familjen Bromeliaceae. Inga underarter finns listade i Catalogue of Life.